# Craig Eastmond
Craig Leon Eastmond, född 9 december 1990, är en engelsk fotbollsspelare som spelar för Sutton United.

## Klubbkarriär

### Arsenal
Eastmond började i Millwall, men gick till Arsenal när han var 11 år gammal. Han var en del av laget som vann FA Youth Cup 2009. Eastmond gjorde sin debut för seniorlaget den 28 oktober 2009 i Ligacupen mot Liverpool FC, och var inblandad i Arsenals första mål i deras 2-1-vinst. Den 30 december 2009 gjorde han sin Premier League-debut när han hoppade in i den 85:e minuten i Arsenals 4-1-seger borta mot Portsmouth FC. Han gjorde sin första Premier League-start den 17 januari 2010 i Arsenals 2-0-vinst över Bolton när han bildade mittfält tillsammans med Cesc Fàbregas och Abou Diaby. Den 24 januari 2010 gjorde sin FA Cup-debut mot Stoke City. Den 3 november 2010 gjorde han Champions League-debut i en match mot ukrainska Sjachtar Donetsk där han gjorde självmål i 27:e minuten och blev utbytt i 58:e mot Carlos Vela. Matchen slutade 2-1 till Sjachtar.

### Millwall
Den 25 januari 2011 lånades Eastmond ut till Millwall, nästan tio år efter att han lämnat klubben som ung. Han gjorde sin debut med Millwall den 28 januari hemma mot Barnsley i en 2-0-vinst. Den 29 april 2011 återvände han till Arsenal på grund av en skada.